# Shiping (socken i Kina, Zhejiang)
Shiping (kinesiska: 石屏, 石屏乡) är en socken i Kina. Den ligger i provinsen Zhejiang, i den östra delen av landet, omkring 140 kilometer sydväst om provinshuvudstaden Hangzhou.
Genomsnittlig årsnederbörd är 2 198 millimeter. Den regnigaste månaden är juni, med i genomsnitt 453 mm nederbörd, och den torraste är oktober, med 69 mm nederbörd.